# Jarvie (Alberta)
Jarvie est un hameau (hamlet) du Comté de Westlock, situé dans la province canadienne d'Alberta.

## Démographie
En tant que localité désignée dans le recensement de 2011, Jarvie a une population de 113 habitants dans 49 de ses 50 logements, soit une variation de -0.9% par rapport à la population de 2006. Avec une superficie de 0,517 6 km2, le hameau possède une densité de population de 218,315 3 hab/km2 en 2011.
Concernant le recensement de 2006, Jarvie abritait 114 habitants dans 43 de ses 49 logements. Avec une superficie de 0,517 6 km2, le hameau possédait une densité de population de 220,2 hab/km2 en 2006.